# Skok w dal z miejsca
Skok w dal z miejsca – konkurencja lekkoatletyczna, rozgrywana na letnich igrzyskach olimpijskich od 1900 do 1912. Polega na odbiciu się sprzed wyznaczonej linii, stojąc na ziemi obiema nogami i oddaniu jak najdłuższego skoku, lądując na obu stopach. W konkursach olimpijskich liczony był najdłuższy z trzech oddanych skoków.
Poza igrzyskami olimpijskimi skok w dal z miejsca rozgrywany był na wielu innych międzynarodowych zawodach, m.in. na Olimpiadzie Letniej w 1906, mistrzostwach Ameryki Południowej (1919 i 1920), igrzyskach krajów sprzymierzonych (1919) czy na Światowych Igrzyskach Kobiet (1922 i 1926).
Konkurencja ta pojawiała się także wielokrotnie w programie mistrzostw krajowych, m.in. podczas: mistrzostw Polski (1920, 1921 wśród mężczyzn oraz od 1927 do 1947 wśród kobiet), Włoch (siedmiokrotnie w latach 1913–1929) oraz Francji (kilkunastokrotnie, po raz ostatni na mistrzostwach kobiet w 1926), a także podczas halowych czempionatów Stanów Zjednoczonych (ostatni raz w 1931 w rywalizacji mężczyzn oraz w 1964 – w rywalizacji kobiet), Polski (w okresie międzywojennym), Szwecji (po raz ostatni w 1965) czy Norwegii (także współcześnie).
Skok w dal z miejsca rozgrywany jest podczas Olimpiad Specjalnych.
Ray Ewry ustanowił rekord świata w skoku w dal z miejsca, skacząc na odległość 3,47 metra w Saint Louis w 1904. 
Aktualny rekord dzierży norweski skoczek Arne Tvervaag, który oddał skok na odległość 3,71 metra w Noresund 11 listopada 1968.

## Medaliści olimpijscy
| Rok: | 1. miejsce               | Rezultat | 2. miejsce               | Rezultat | 3. miejsce        | Rezultat |
| 1900 | Ray Ewry                 | 3,300    | Irving Baxter            | 3,135    | Émile Torcheboeuf | 3,030    |
| 1904 | Ray Ewry                 | 3,47     | Charles King             | 3,27     | John Biller       | 3,25     |
| 1908 | Ray Ewry                 | 3,33     | Konstandinos Tsiklitiras | 3,22     | Martin Sheridan   | 3,22     |
| 1912 | Konstandinos Tsiklitiras | 3,37     | Platt Adams              | 3,36     | Benjamin Adams    | 3,28     |